# Aubach (Wiehl)
Der Aubach ist ein 4,2 Kilometer langer, südlicher und linker Zufluss der Wiehl in der zur Gemeinde Reichshof gehörenden Gemarkung Wildbergerhütte im nordrhein-westfälischen Oberbergischen Kreis.

## Namensherkunft
Die Namensgebung Aubach kommt von dem Begriff Aue (Auwald), welcher die natürliche Pflanzengesellschaft entlang von Bächen und Flüssen beschreibt. Nach dem Aubach in Wildbergerhütte wurde auch das Wandergebiet Aubachtal benannt. Im Volksmund wird der Aubach auch als "Die Au" bezeichnet.

## Geographie

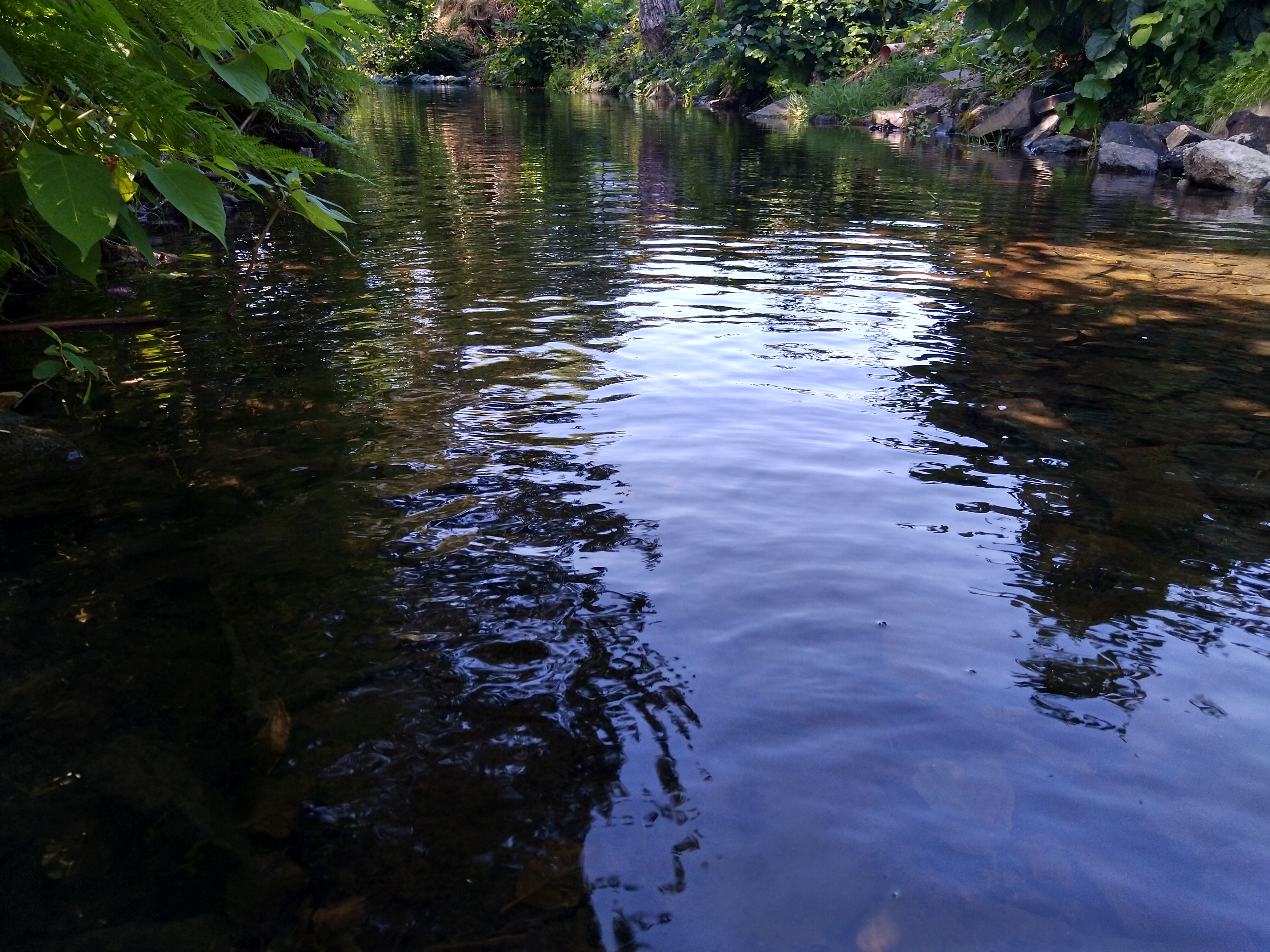
Der noch sehr junge Aubach nahe Wildbergerhütte, gut erkennbar, die hervorragende Wasserqualität.

### Quelle
Die Aubach Quelle liegt nördlich von Wendershagen, am Heckenweiher auf etwa 414 m ü. NN, am östlichen Rand des Naturparks Bergisches Land, unmittelbar an der Kreis- und Landesgrenze zum Landkreis Altenkirchen bzw. Rheinland-Pfalz.

### Verlauf

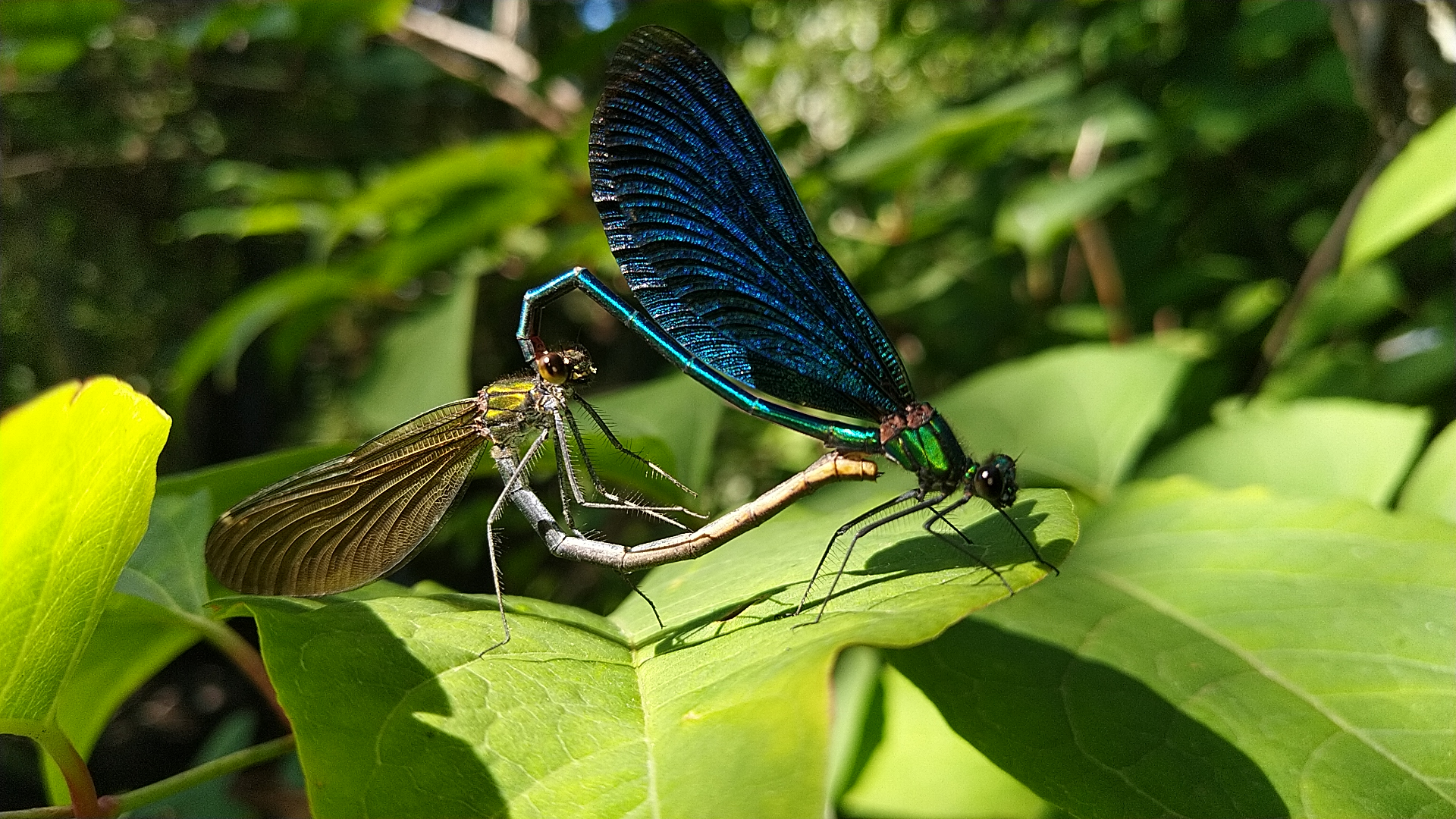
Die Paarung von Libellen, sehr oft an Warmen Tagen zwischen Juni und August am Aubach zu beobachten

Der Aubach fließt zunächst Richtung Nordwesten, bis er sich unweit von Erdingen mit dem etwa 1 km langen Mohrenbach vereinigt und nach Nordosten schwenkt. In der Pfänderwiese mündet ein weiterer Zufluss von links in den Aubach. Weiter nördlich erreicht der Aubach das Aubachtal.
Der rechte Quellbach, auch Schönbach genannt, ist etwa ein Kilometer lang. Er entspringt in Schönbach auf Rheinland-Pfälzischem Gebiet auf etwa 395 m ü. NN. Weiter geht es in nordöstlicher Richtung, bis der Aubach Wildbergerhütte erreicht, wo er sich mit dem ca. 1,8 km langen Wildberger Bach vereinigt. Er entspringt in Wildberg auf etwa 382 m ü. NN und wird zusätzlich vom ca. 1,2 km langen Langenbach gespeist. Der Aubach schwenkt Richtung Nordwesten und erreicht entlang des Weiherdamms das Ortszentrum von Wildbergerhütte. Auf etwa 311 m ü. NN mündet der Aubach nach ca. 3,2 km (4,2 km mit Möhrenbach) am Sportplatz in Wildbergerhütte in die Wiehl.

Impressionen vom Aubach
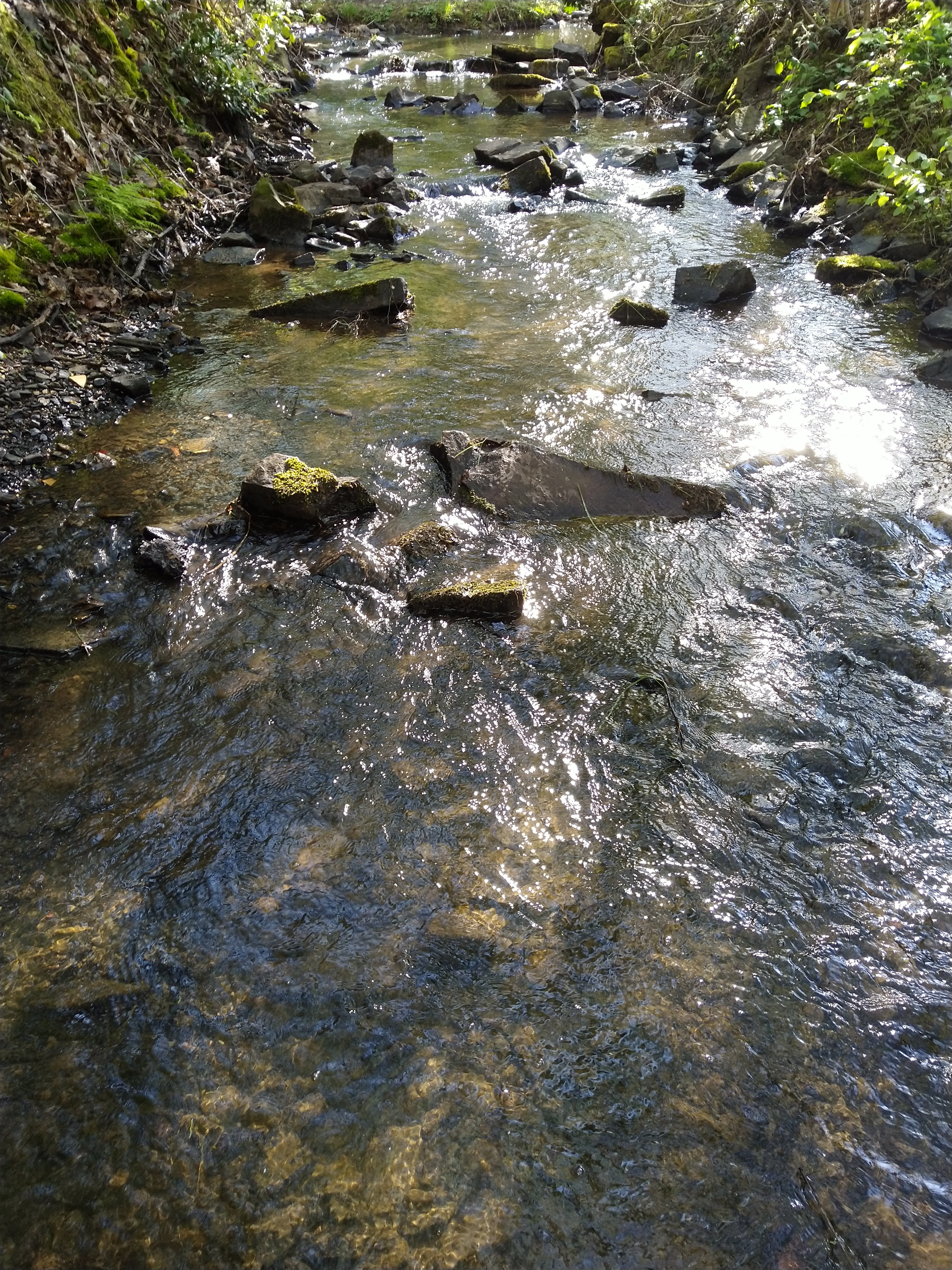
Aubach (Wiehl)
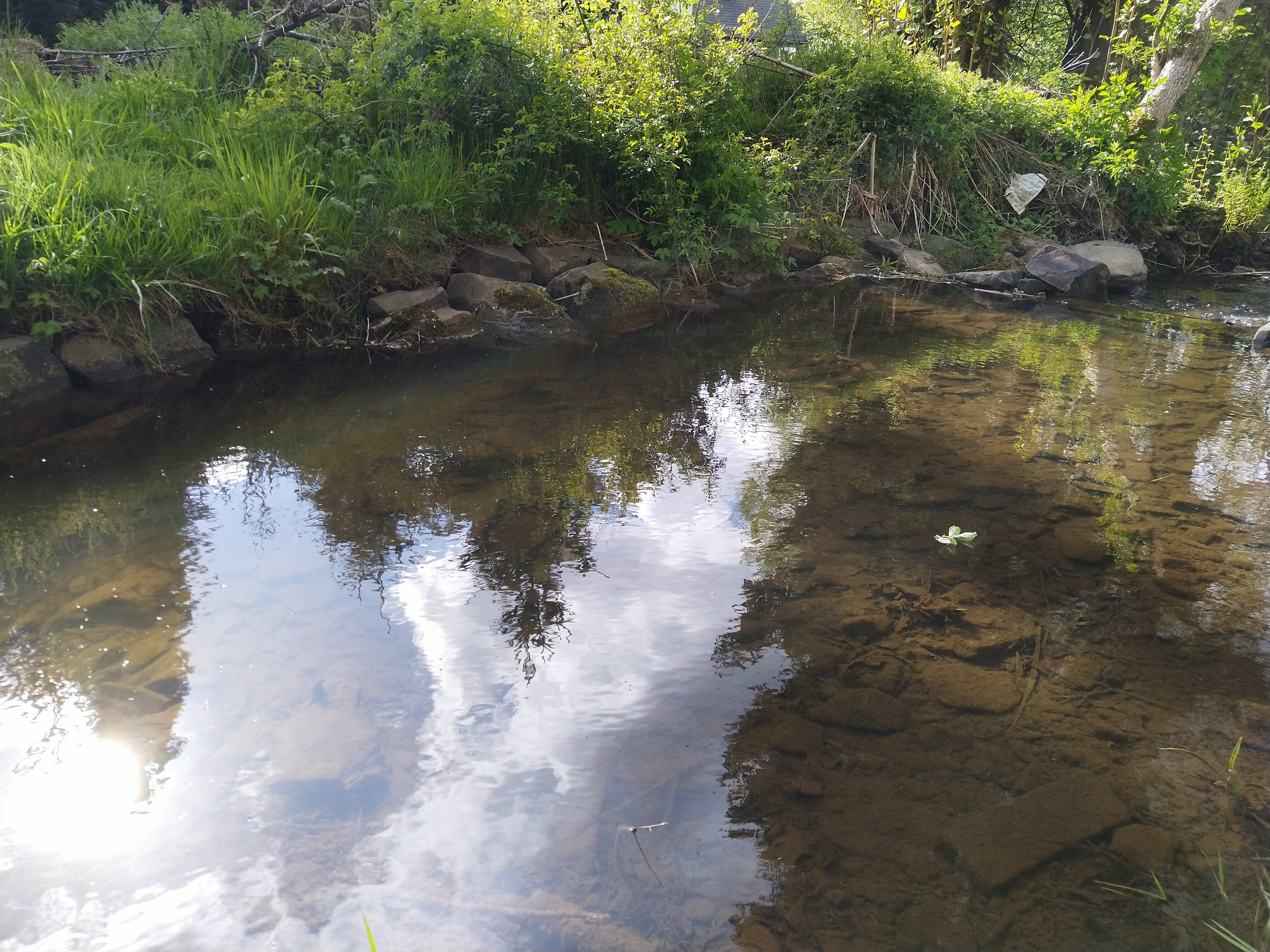
Aubach nahe dem Weiherdamm
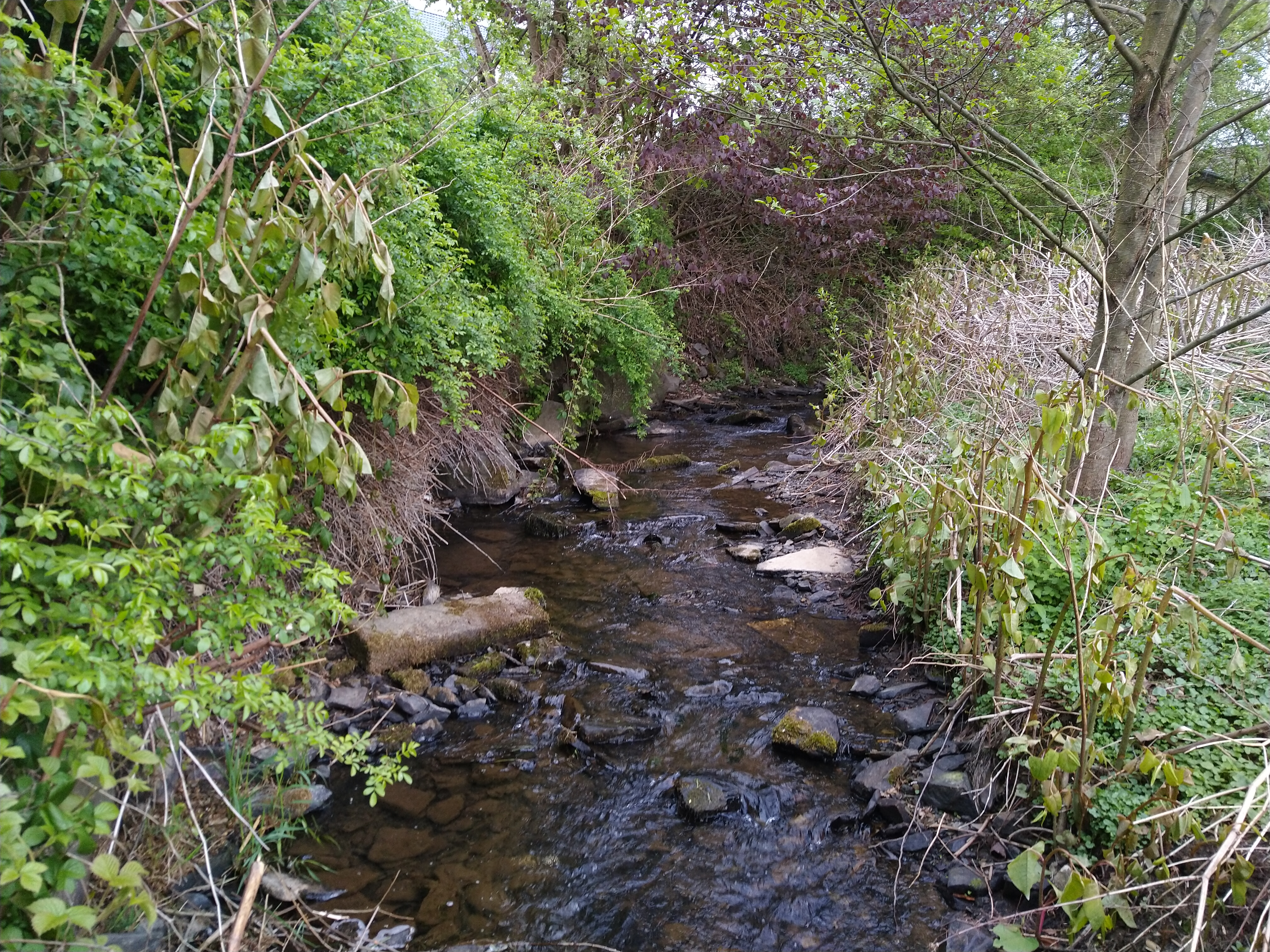
Der Aubach nahe der Quelle
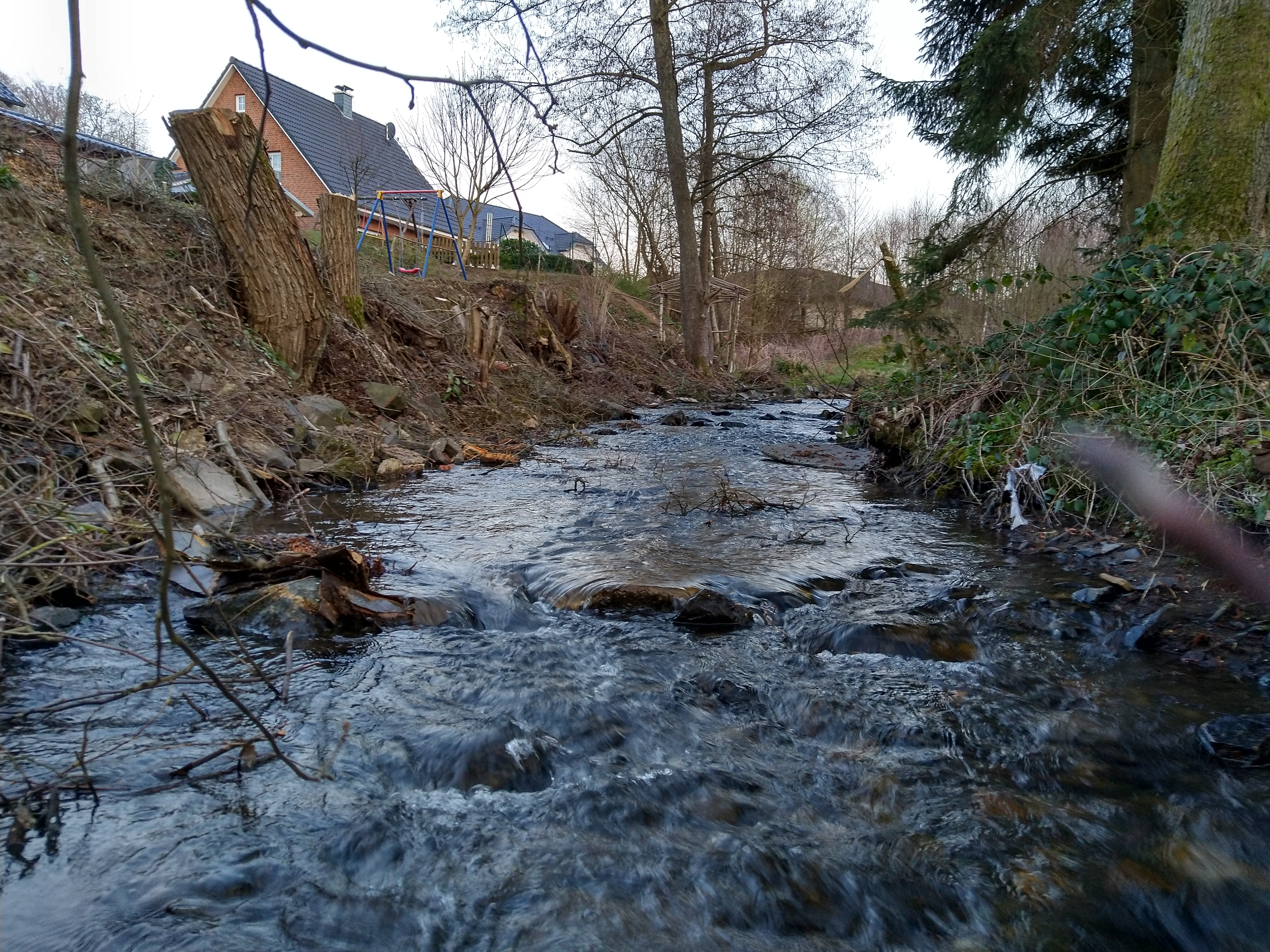
Aubach bei sehr niedrigem Wasserpegel
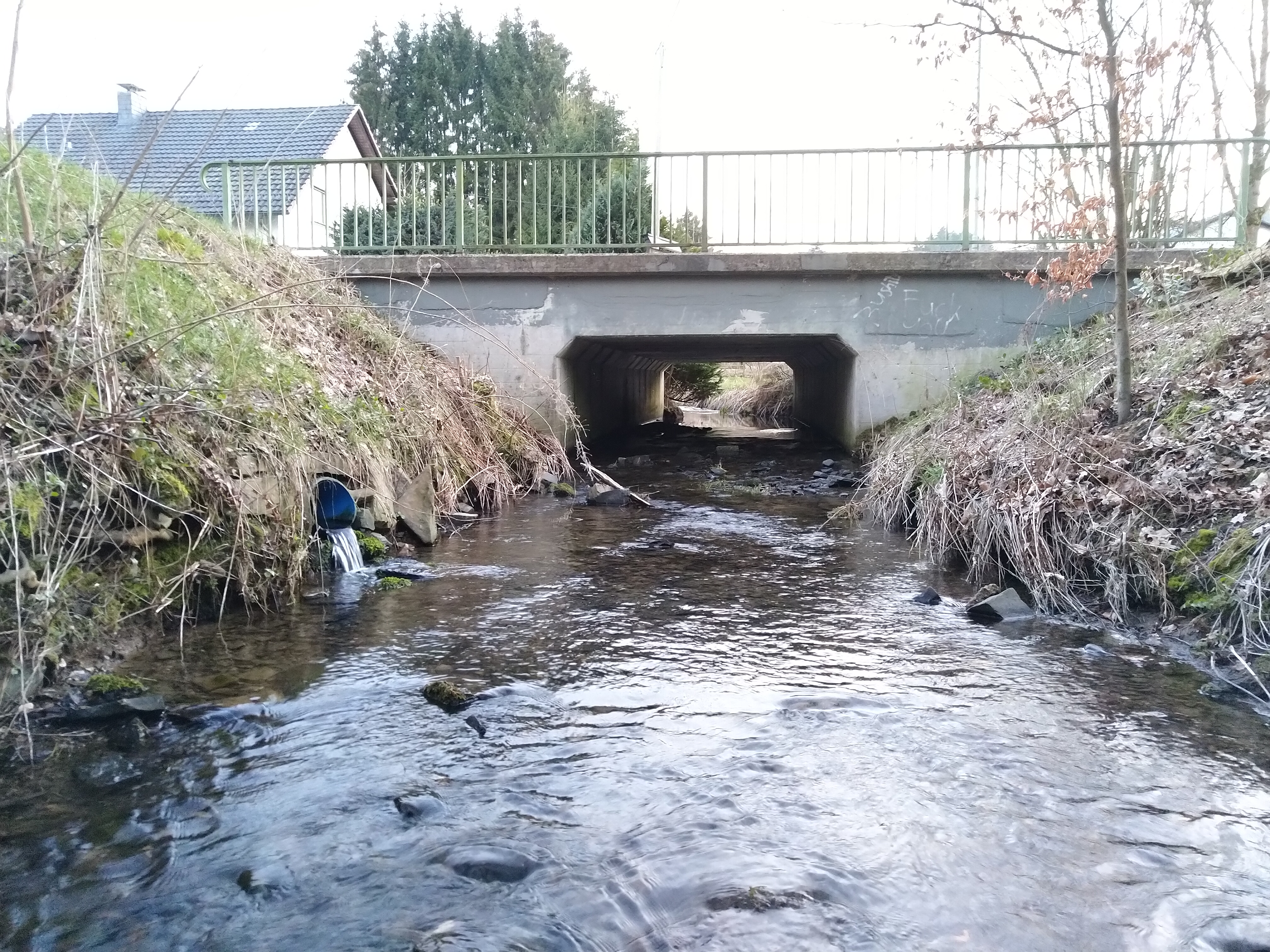
Die Unterführung des Aubachs unter der Hauptstraße
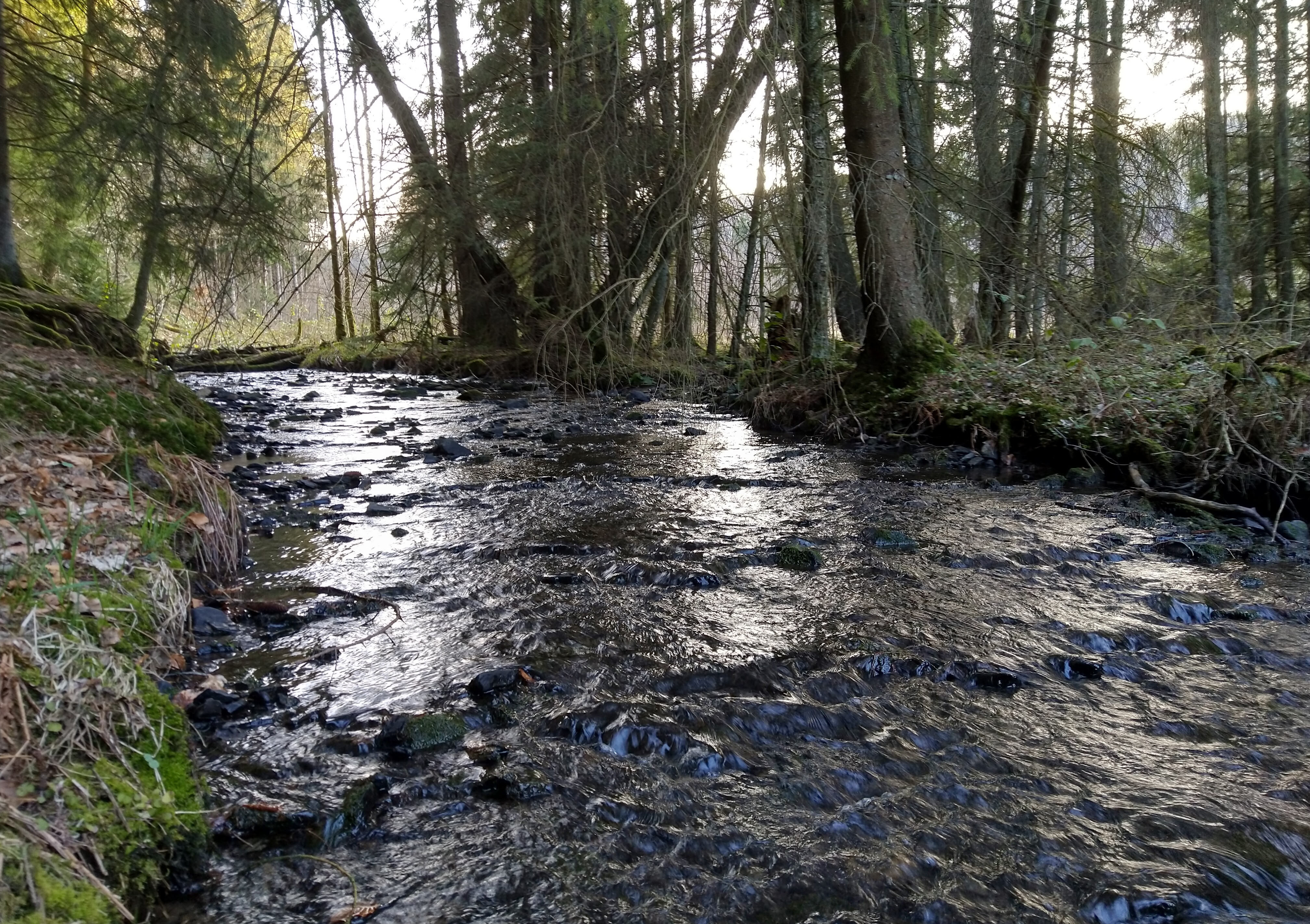
Aubach im Wald (Aubachtal)
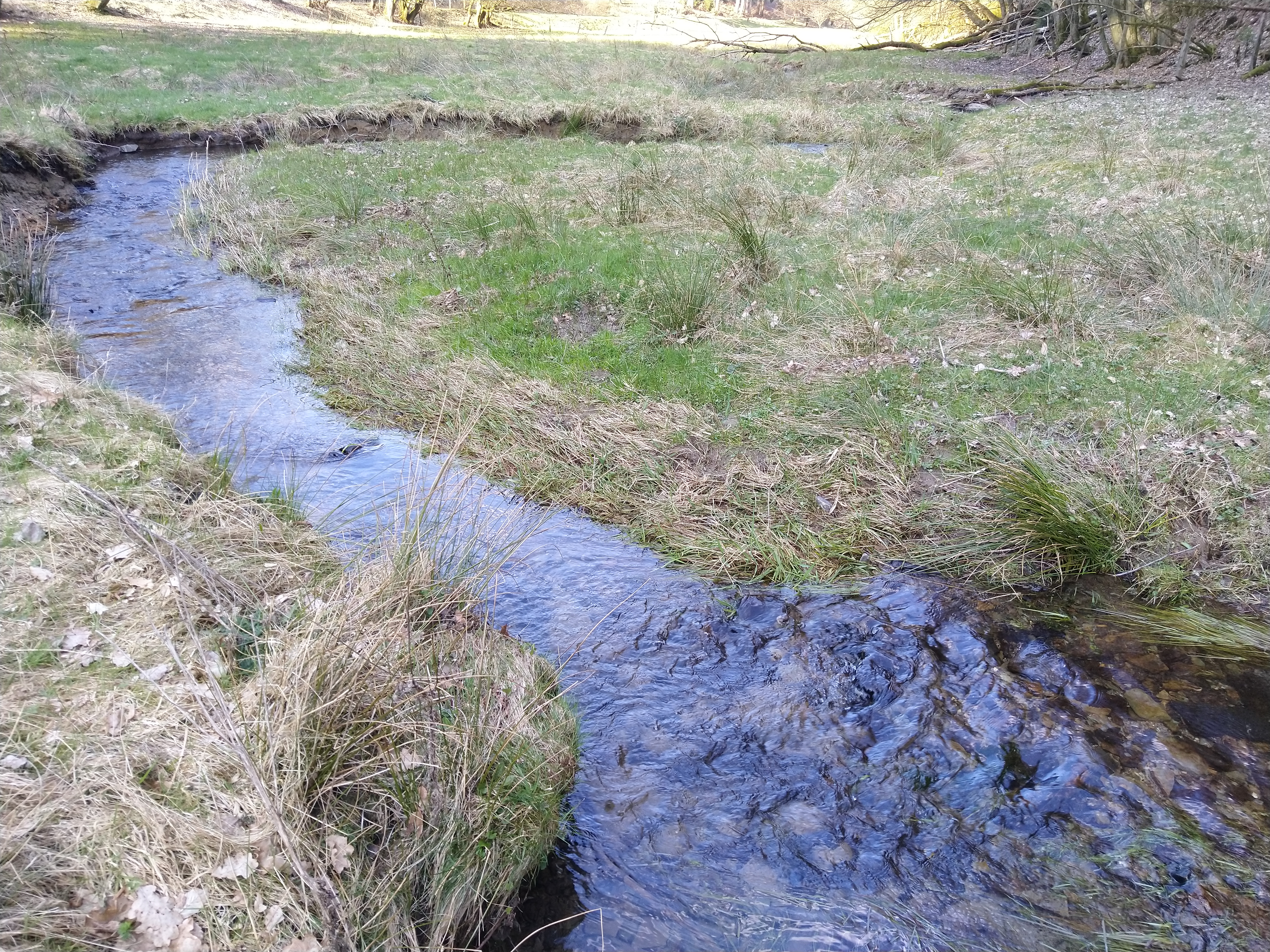
Der Aubach in einer Waldlichtung am Oberlauf

### Entwässerung
Nachdem der Aubach in Wildbergerhütte in die Wiehl mündet, speist diese die etwa 1,5 km westliche Wiehltalsperre. Die Wiehl verläuft aus der Talsperre weiter Richtung Westen durch Wiehl im Oberbergischen Kreis und mündet bei Wiehlmünden in die Agger. Diese fließt durch Engelskirchen und wendet ihren Lauf nach Südwesten, Richtung Lohmar und fließt südlich des Flughafens Köln/Bonn weiter. Bei Siegburg mündet die Agger in die Sieg, jene mündet etwa 8 km südwestlich bei Bonn in den Rhein. Weitere 250 km Luftlinie nordwestlich mündet der Rhein im Rhein-Maas Delta in die Nordsee.

### Nebenflüsse
Hierarchische Liste der größten Nebenflüsse des Aubachs, jeweils von der Quelle bis zur Mündung:
- Mohrenbach[11] (1 km, links) bei Erdingen auf  370 m ü. NN.
- (Bach aus der Siefertswiese) (ca. 0,7 km, links) auf 361 m ü. NN
- Schönbach[12] (1 km, links) im Aubachtal auf 357 m ü. NN.
- Wildberger Bach (1,8 km, rechts) in Wildbergerhütte auf 317 m ü. NN
  - Langenbach[13] (1,2 km, links) in Wildbergerhütte-Bergerhof auf 328 m ü. NN.

### Flusssystem Rhein
Der Aubach in Wildbergerhütte gehört als Nebenfluss der Wiehl zum Flusssystem Rhein.

## Hydrologie

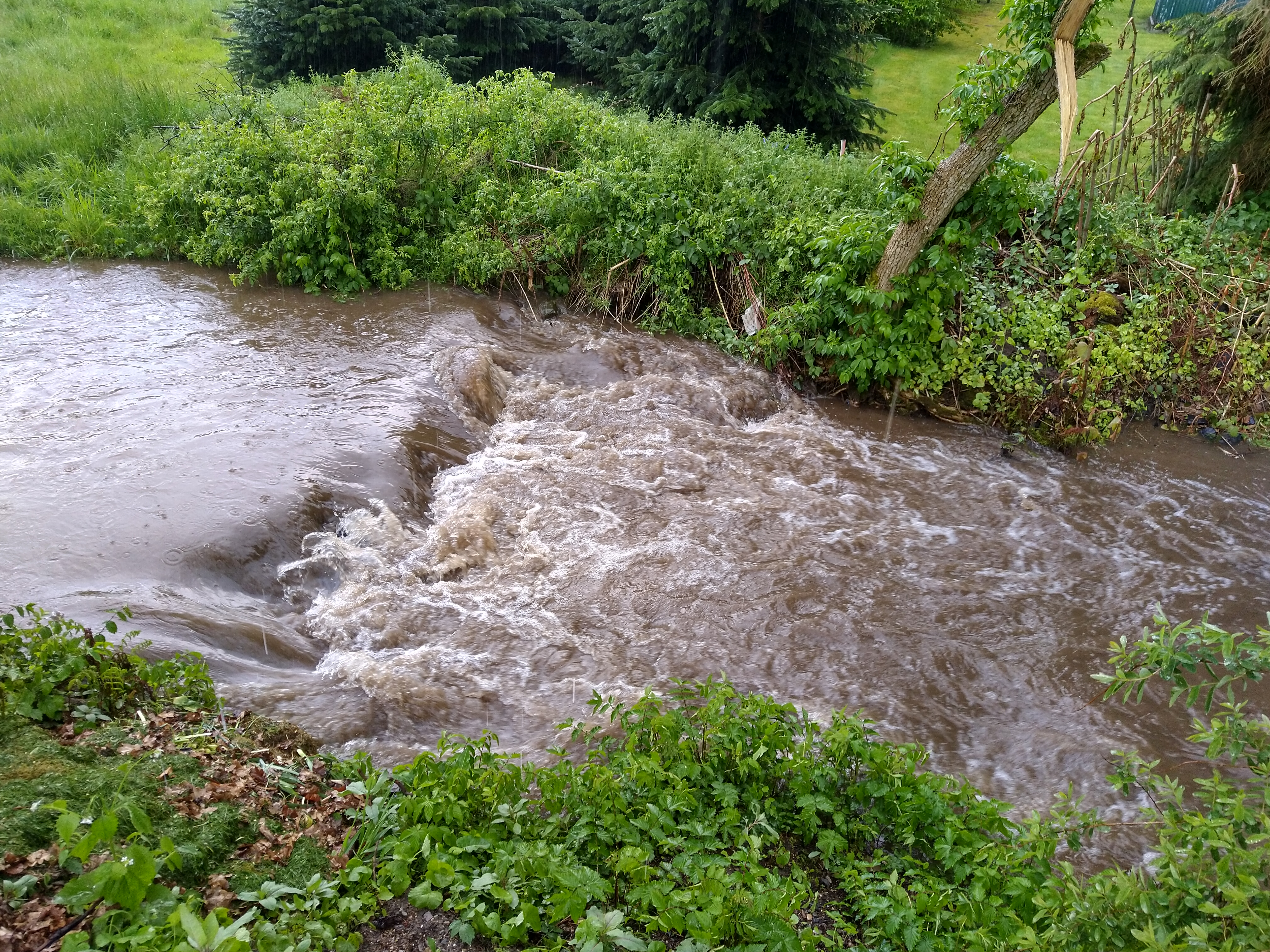
Gewöhnliches Erhöhtes Mittelwasser (häufig) im Frühling bei Wildbergerhütte.

### Hochwasser
Am 3. Mai 2001 kam es nach sintflutartigen Regenfällen zu als Jahrhunderthochwasser bezeichneten Überschwemmungen (Warnstufe 4). Zwischen 16 und 20 Uhr fielen 110 Liter Niederschlag pro Quadratmeter. Der Monatsdurchschnitt in NRW beträgt lediglich 100 Liter.

### Niedrigwasser
Während der Dürre und Hitze im Jahr 2018 kam es aufgrund von Wochenlangen Dürreperioden, zu einem ungewöhnlich niedrigem Wasserpegel im Aubach.

### Aggerverband/Hochwasserschutz
Der Aggerverband (mit Sitz in Gummersbach) kümmert sich um die Unterhaltung der Fließgewässer und den Hochwasserschutz des Aubachs. Es werden Hochwasserrisiko- und Gefahrenkarten erstellt (siehe Weblinks), um eine Verbesserung der Hochwasserinformation zu gewährleisten. Außerdem werden Alarm-, Evakuierungs- und Einsatzpläne angefertigt.

### Hochwasserrückhaltebecken
Aufgrund von immer wiederkehrenden Hochwasserschäden, wurde ein Hochwasserrückhaltebecken im Aubachtal in der Mähhainwiese errichtet, um die Abflussmenge in Richtung Wildbergerhütte bei Hochwasser regulieren zu können.

### Risikogewässer NRW
Der Aubach zählt zu den Risikogewässern in NRW, insbesondere auf den letzten 200 Metern vor der Wiehlmündung nahe dem Weiherdamm, können bei einem extremen Hochwasser (Warnstufe 4, Hochwasserabwehr) Ausuferungen auftreten, bei denen auch ein Teil der Bebauung betroffen ist.

## Natur und Umwelt

### Naturpark Bergisches Land/Naturschutzgebiet Wiehltalsperre

Naturschutzgebiet Wiehltalsperre

Der Aubach liegt inmitten dem Naturpark Bergisches Land und streift im Oberlauf das seit April 2014 ausgewiesene Naturschutzgebiet Laubwälder am Munitionsdepot, welches unter anderem einen Lebensraum für Fledermäuse wie dem Großen Mausohr bietet. Aufgrund  der Entwässerung in die Trinkwassertalsperre Wiehltalsperre, welche im Größten Naturschutzgebiet des Oberbergischen Kreises liegt und deren unmittelbarer Gewässerbereich als Rast- und Brutplatz für Vögel, sowie Lebensraum für Bieber und Otter bedeutend ist, Wird großer Wert darauf gelegt, den Lebensraum Fließgewässer im Aubach zu erhalten und zu schützen. Dies gelingt der Gemeinde Reichshof und dem Aggerverband mit regelmäßigen Kontrollen und der Wiederherstellung von naturnahem Lebensraum, unter anderem auch um den EU-Wasserrahmenrichtlinien gerecht zu werden. Außerdem wird darauf geachtet, dass keine Verschmutzungen oder Fremdkörper in das Gewässer gelangen, um auch das Naturschutzgebiet Wiehltalsperre zu schützen und zu erhalten.

### Flora

Flora am Aubach
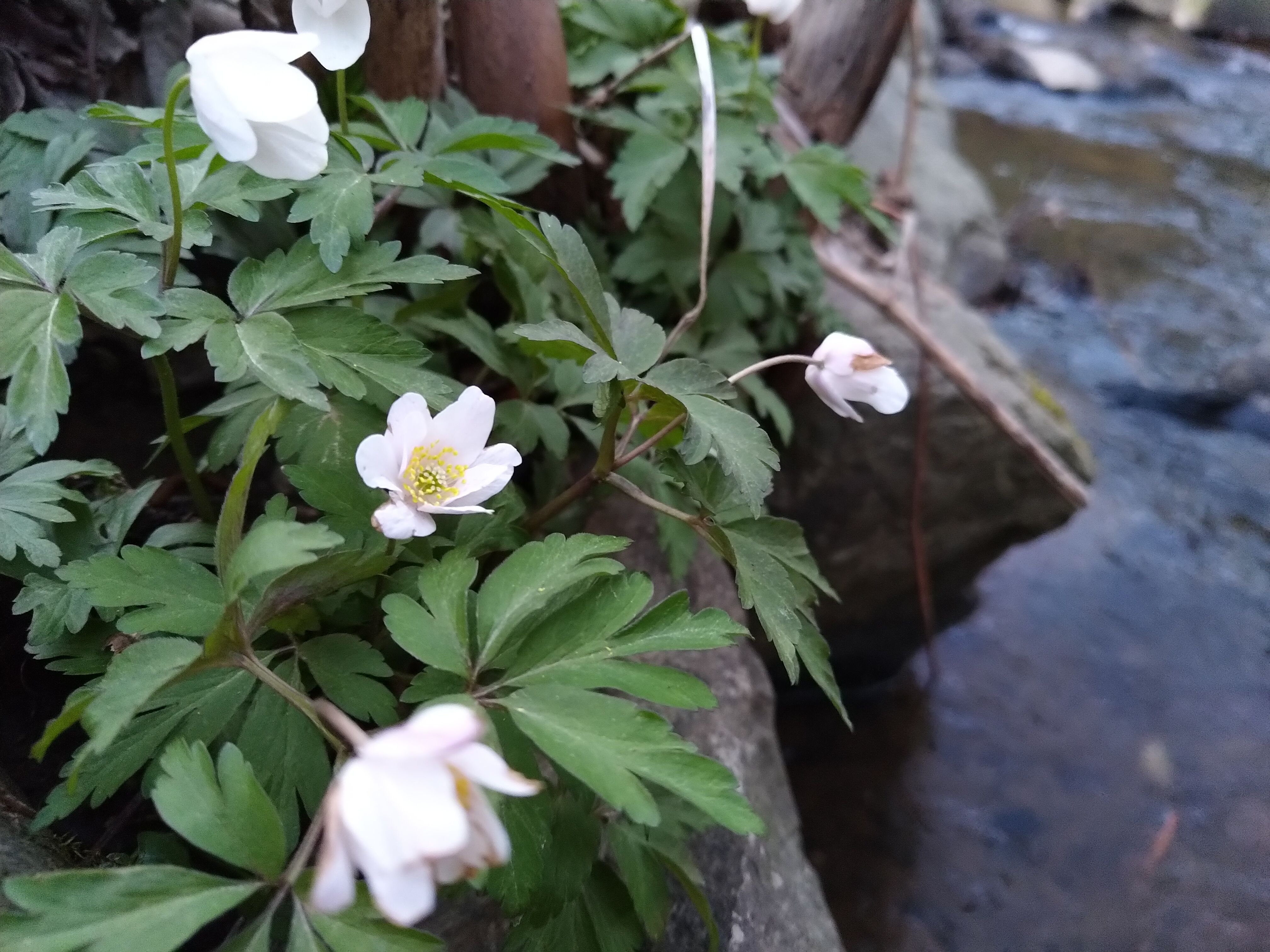
Großes Windröschen im April
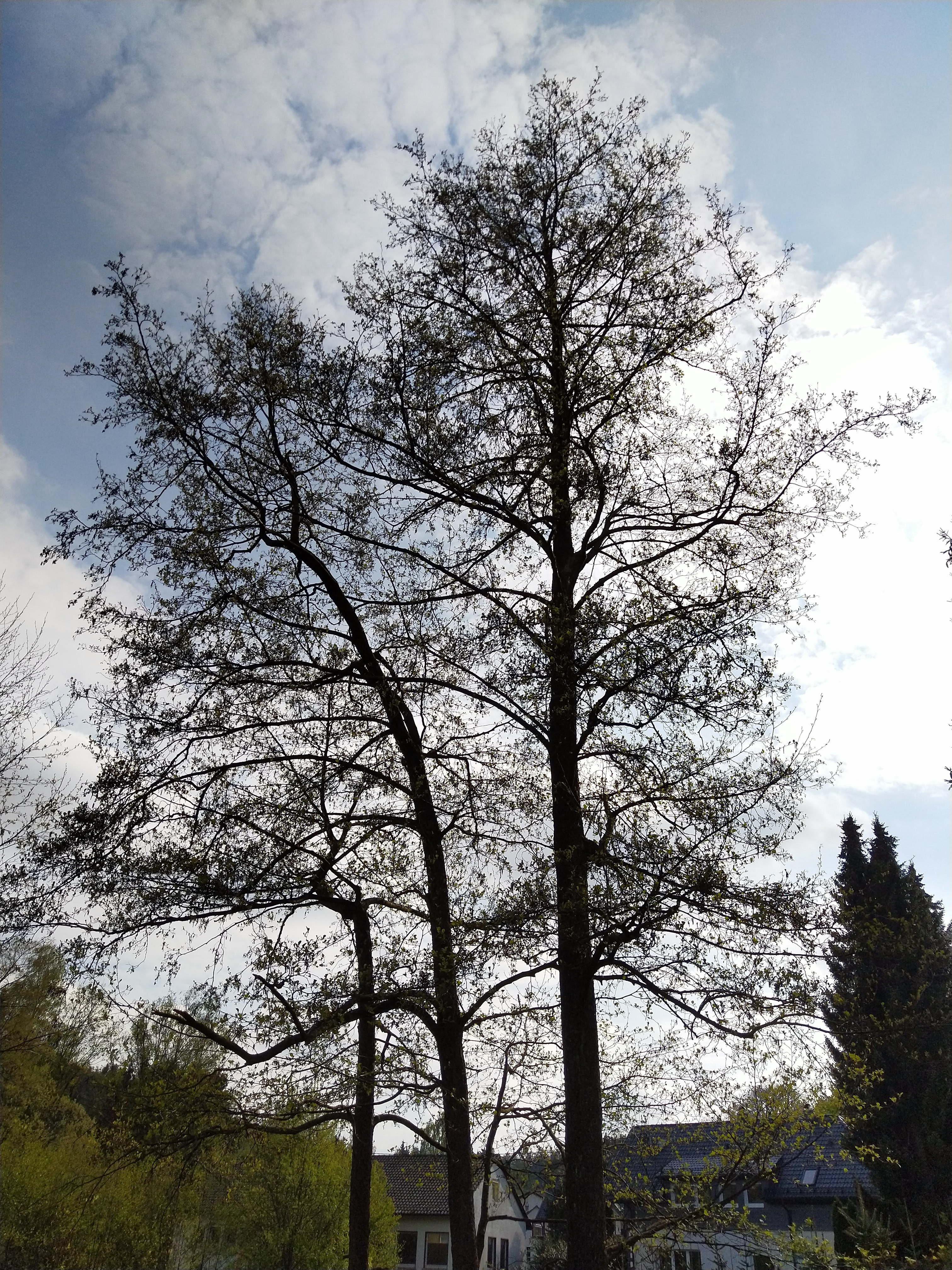
Schwarzerle
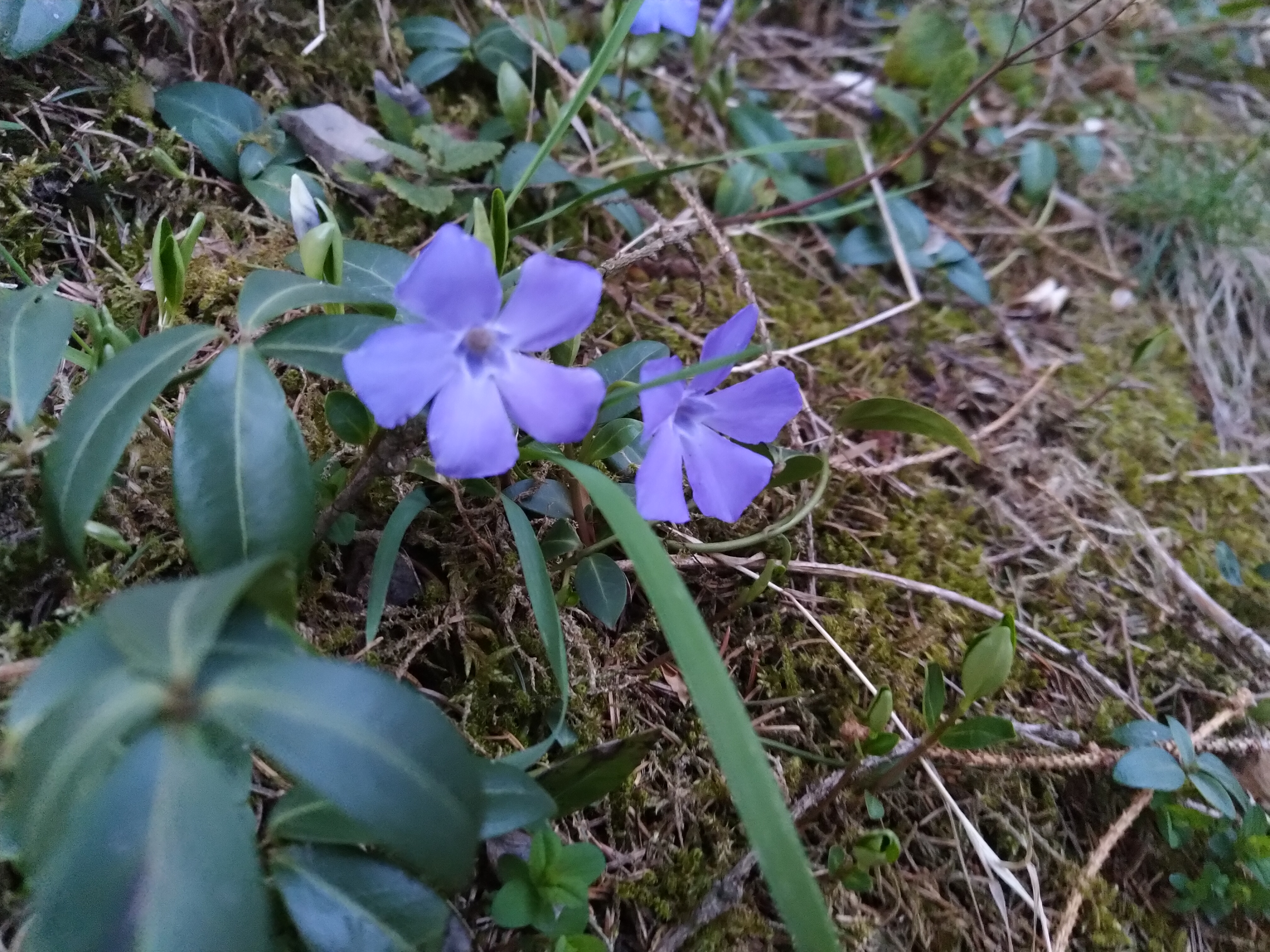
Kleines Immergrün
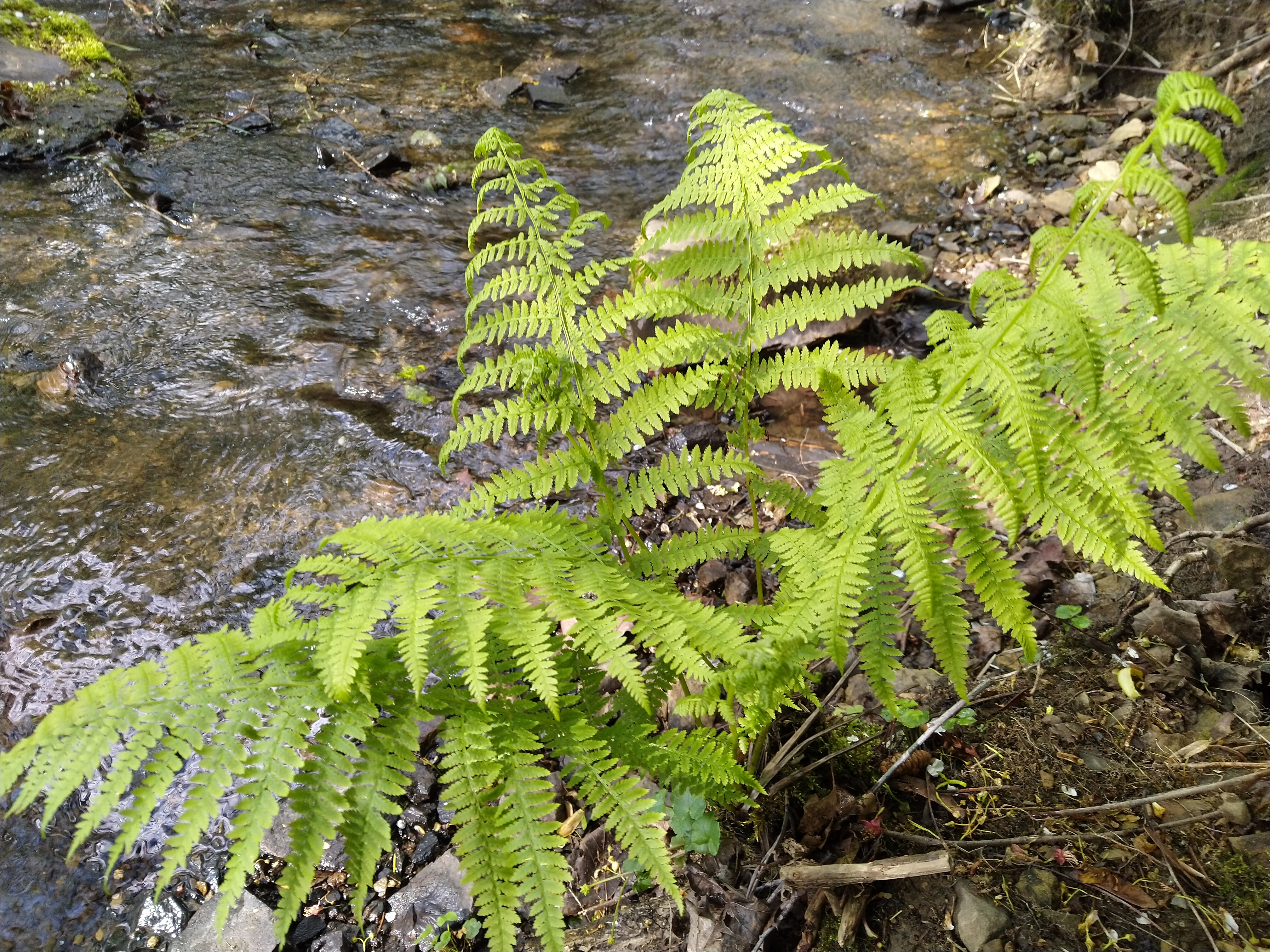
Farn nahe dem Weiherdamm

Die Vegetation des Aubachufers ändert sich im Flussverlauf. Der Oberlauf im Aubachtal ist durch dichte, schattige Wälder geprägt, unter denen sich nur eine spärliche Krautschicht ausbilden kann. Der Mittellauf ist geprägt von Erlen- und Weiden arten, aber auch das Drüsige Springkraut und Neophyten wie, der Japanische Staudenknöterich finden sich wieder. Des Weiteren sind wilde Stauden am Ufer des Aubachs anzutreffen, wie das Große Windröschen oder das Scharbockskraut.